# Fritz Heinrich Geburtig

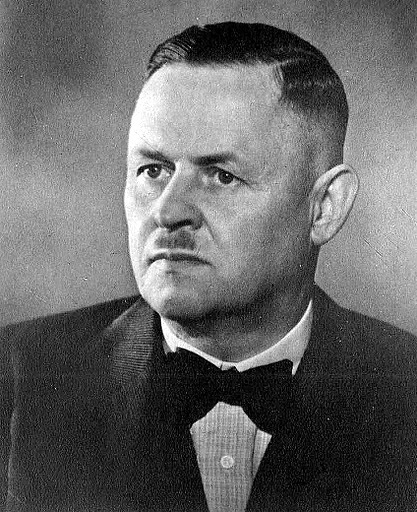
Fritz Heinrich Geburtig

Fritz Heinrich Geburtig (* 9. Juli 1883 in Girlachsdorf, Kreis Reichenbach, Niederschlesien; † 4. April 1952 in Dresden-Klotzsche) war ein deutscher Oberingenieur und bekannt für Erfindung, Entwicklung und Bau der ersten elektrisch beheizten Sauna.

## Leben
Am 23. April 1946 kam die Versuchsanlage einer elektrisch beheizten Sauna in dem Gebäude des 1947 gegründeten Rheumainstitutes Klotzsche zum Einsatz.
Das Neue an der Sauna war der Saunaofen, der nicht wie bei der finnischen Sauna mit Holz, sondern elektrisch beheizt wurde. Dem Saunaraum wurde erhitzte, sauerstoffhaltige Frischluft zugeführt. Der Einsatz dieser neuartigen Sauna war ein Erfolg; bis zu 90 Personen nutzten diese Einrichtung pro Tag. Nach erfolgreicher Erprobung wurde diese Erfindung zum Patent angemeldet.